# Kalunga
Kalunga je bog v afriški mitologiji.
- 1) Kalunga je bog zemlje in bog prednik, kasneje bog neba in bog stvarnik pri Lundih v Angoli, Zairu in Zambiji. Kot bog sodnik je zelo razumen in usmiljen, kot bog mrtvih pa pooseblja podzemlje in morje, ki predstavlja kraljestvo mrtvih.
- 2) Kalunga je bog podzemlja in bog stvarnik pri Ambih (tudi Ovambe) v Zambiji. Živi v kraljestvu , ki je ali na nebu ali pa pod zemljo.
- 3) Kalunga je bog neba in bog stvarnik pri Ambih v Namibiji. Na pasu okoli telesa nosi dve košari iz katerih ljudjem delijo dobre in zle darove.